# Hyphydrus excoffieri
Hyphydrus excoffieri är en skalbaggsart som beskrevs av Régimbart 1899. Hyphydrus excoffieri ingår i släktet Hyphydrus och familjen dykare. Inga underarter finns listade i Catalogue of Life.